# HD 95086 b
HD 95086 b är en exoplanet runt stjärnan HD 95086 ungefär 295 ljusår från jorden i stjärnbilden Kölen. Den kretsar runt stjärnan på ett avstånd på ungefär 62 astronomiska enheter och upptäcktes 2013. Den har en massa av ungefär 2,5 gånger Jupiters och fick beteckningen HD 95086 b.
| Planet     | Massa      | Halv storaxel (AE)    | Siderisk omloppstid (d) | Excentricitet | Inklination            | Radie |
| ---------- | ---------- | --------------------- | ----------------------- | ------------- | ---------------------- | ----- |
| HD 95086 b | 2,6±0,4 MJ | 61,7 (+20,7 och -8,4) | –                       | 0,2±0,2       | 153,0°(+9,7 och -13,5) | –     |